# 吳文新
吳文新（英語：Man Sun Ng，1948年—），澳門商人，別名「吳偉」和「街市偉」，奧瑪仕國際控股有限公司（港交所：0959）董事會主席及行政總裁、希臘神話（澳門）娛樂集團股份有限公司總裁、澳門酒店投資有限公司董事。

## 生平
出生於香港石硤尾的吳文新，為貧窮之家。他便在肉檔市場經營小販為生，後轉至菲律賓經營賭場，再在1980年代轉至澳門經營賭廳事業，以及和「大家姐」司徒玉蓮合作經營房地產。其後於澳門葡京酒店內，因為「崩牙駒」（尹國駒）指證「摩頂平」所作所為而獲提攜。
1996年，「街市偉」以銀信控股有限公司（經營煙草業務）和曾經與「大廚坤」（黃煜坤）收購「新世紀酒店」（北京王府大飯店前身）所有權益，並取得賭場經營權，當時是由澳門旅遊娛樂股份有限公司所持有；2004年，把酒店和賭廳注入佳信科技集團有限公司（奧瑪仕國際控股有限公司前身）內，並進行翻新名為「希臘神話」。 
直至在2007年開始涉及官司問題；2011年，他被北京當局社保基金要求退還所有款項，但不果；2012年7月，他被舊拍檔陳美歡手下打傷，最終令酒店暫時停業。
他除經營新世紀酒店外，亦有涉足不同行業，最為人知是香港上市公司「奧瑪仕國際控股有限公司」，另外還有香煙（伯爵牌）、港澳地產項目、渡輪（屯門至氹仔）等等。
2012年，拍檔陳美歡私下轉走他大部分財產，包括將新世紀酒店轉贈予一所財務公司，故多年來一直與陳美歡打官司討回財產。
2012年11月尾，他在澳門養傷後已秘密到長期留港。
2016年7月22日，他所持有該酒店被澳門旅遊局勒令停業半年。
2017年1月13日，他透過持有澳門酒店投資有限公司的北京王府大飯店，由於在2017年1月22日，不可能在期限屆滿前完成，故此把酒店牌照交還予澳門旅遊局。

## 相關形象影視角色
- 《濠江風雲》（1998年）：劇中的魚欄燦角色影射吳文新，由陳惠敏飾演。